# 施茂林
施茂林（1950年8月2日—），中華民國政治人物，在台灣司法界擁有完整的院、檢資歷。現任中華法律風險管理學會理事長。

## 簡介
曾任中華民國法務部部長。在2008年新舊政府交接後申請回任最高檢察署主任檢察官，遭到新任法務部長王清峰否決而被迫退休。

## 死刑執行
2005年12月26日，施茂林簽屬槍決林盟凱、林信宏兄弟，此後他拒絕簽署死刑執行令，創下拒簽首例。

## 卸任后
2009年7月，施茂林與志同道合的學者、專家成立「中華法律風險管理學會」，該會致力於推廣法律風險管理之理念，增強預防風險處理能力，協助實踐公司治理目標，提昇企業經營效能，建立政府機關、企業及民間團體聯繫平臺。

## 著述
- 《法律作後盾》，聯經出版。
- 《法律簡單講》，聯經出版。
- 《法律站在你身邊》，聯經出版。

## 外部連結
- 中華法律風險管理學會 （页面存档备份，存于）

| 中華民國政府職務 | 中華民國政府職務                              | 中華民國政府職務 |
| ---------------- | --------------------------------------------- | ---------------- |
| 行政院           |                                               |                  |
| 前任： 陳定南    | 法務部部長 第十任 2005年2月1日－2008年5月20日 | 繼任： 王清峰    |